# Dominikanisches Spanisch
Beim Dominikanischen Spanisch handelt es sich um eine sprachliche Varietät des Spanischen, die in der Dominikanischen Republik gesprochen wird. Sie weist viele gemeinsame Eigenschaften mit anderen karibischen Varietäten auf, steht jedoch an deren Spitze im Bereich der linguistischen Innovation. Aufgrund von Besonderheiten in der Phonologie, Morphologie, Syntax und Lexik differenziert sie sich von anderen spanischen Varietäten.

## Sprachliche Besonderheiten

### Phonetik/Phonologie
- Kennzeichnend in der Aussprache ist, dass das /s/ am Ende einer Silbe und eines Wortes teilweise aspiriert wird, aber meist ganz weg fällt.[1]

Im Dominikanischen wird also so gezählt (nur Aussprache, nicht Schreibweise ändert sich):
statt: uno - dos - tres - cuatro - cinco -seis - siete - ocho - nueve - diez
uno- dó - tré - cuatro - cinco - sei - siete - ocho - nueve - dié
Weitere Beispiele sind
transportes (Transport)– tra[m]-por-te
nosotros (wir) - nohotro
tú sabes (du weißt) → tú sabe
- Das implosive /-n/ wird häufig nicht realisiert; der vorausgehende Vokal wird nasaliert: tr[ã]-por-te.[4]

- Es findet eine Vokalisierung des [-r ] - Lautes statt: cuerpo (Körper) - [kwéipo], tarde (spät) - [táide]

- Das Land kann in 3 große Regionen aufgeteilt werden, in denen ein Lautwandel stattfindet. Die Konsonanten, oder sogenannten Liquide, /l/ und /r/ am Ende einer Silbe oder eines Wortes werden in jeder Region durch Neutralisations- oder Eliminierungsprozesse unterschiedlich realisiert.

In der Hauptstadt Santo Domingo und ihrer nahen Umgebung wird der Konsonant /r/ am Silbenende durch einen /l/-Laut ersetzt und in den südlichen Regionen des Landes erfolgt ein Lautwandel von /l/ zu /r/. In der ländlichen nordwestlichen Region des Cibao werden /l/ und /r/ als /ḭ/ ausgesprochen. Auch hyperkorrekte Formen kommen vor (d. h. an die Stelle eines standardsprachlichen /i/ tritt ein /l/ oder /r/).
Beispiele der einzelnen Prozesse:
verde (grün) - velde
falda (Rock) - farda
porqué (warum) - poiqué
algo (etwas) - aigo
hoy (heute) - hor (hyperkorrekt)
- Der hintere Frikativ /x/ wird wie ein schwacher /h/-Laut ausgesprochen.

- Der Konsonant /d/ wird zwischen zwei Vokalen entweder sehr stark aspiriert oder wird ganz weggelassen. Ausschließlich in Afro-Hispanischen Gemeinschaften wird /d/ durch /r/ ersetzt.[6]

el marido (Ehemann) - el marío
perdida (verloren) - perdía
comprado (gekauft) - compráo
pulgada (Zoll) - pulgá
- Das Phonem /rr/ wird nur teilweise oder völlig stimmlos ausgesprochen.[2]

- Unbetonte Vokale können instabil sein, werden also in der Aussprache reduziert.[7]

justicia (Gerechtigkeit) - hostísja
somos (wir sind) - sémos
- Im Dominikanischen Spanisch herrscht der yeismo, d. h. die Buchstabenkombination ll- wird als [y] ausgesprochen.

### Morphologie
Ein alternativer Mechanismus zur Pluralbildung ist innerhalb der Republik unter den Bewohnern mit nur wenig formaler Bildung sehr verbreitet und wird auch als „Doppelter Plural“ bezeichnet. Dabei ist jedoch zu beachten, dass dieser nicht auf dem regulären Plural basiert, sondern auf einer Wechselwirkung zwischen der Standard-Pluralbildung und der dominikanischen Phonologie. Da das /s/ am Silbenende als Nullmorphem realisiert ist, also nicht ausgesprochen wird, wird die Endung [(e)se] an die Wortstämme angehängt.
| Singular | Plural     | doppelter Plural |
| -------- | ---------- | ---------------- |
| gallina  | gallina[ø] | gallinase        |
| mujer    | mujere[ø]  | mujerese         |

In den nördlichen, ländlichen Regionen des Landes wird in Hauptsätzen gelegentlich die indikative Verbform durch die Konjunktivform ersetzt. Prinzipiell kann jedes Verb derart ersetzt werden, jedoch ausschließlich in der ersten Person Plural.
tenemos (wir haben) - tengamos
venimos (wir kommen) - vengamos
Bei einigen Substantiven, die auf -e oder -r enden, bestehen Mehrdeutigkeiten, die das Geschlecht betreffen.
el/la puente
el/la calor
el/la mar
Abgewandelte Imperativformen finden Verwendung.
siéntesen
cállesen
súbasen
Gebräuchlich ist auch die Diminutivendung -ito/-ita, die aber zu -ico/-ica wird, wenn es sich beim letzten Konsonanten im Wortstamm um ein /t/ handelt.
carta (Brief) - cartica
gato (Kater) - gatico
galleta (Keks) - galletica

### Syntax
- In der nördlichen Region des Cibao ist der Gebrauch des Pronomens ello sehr verbreitet. Dessen Verwendung als Diskursmarker und neutrales Pronomen ist einzigartig unter den karibischen Varietäten. Erklärt werden kann dies möglicherweise durch die unmittelbare Nachbarschaft zum französischsprachigen Haiti oder durch die Tatsache, dass die französische Sprache zu Beginn des 19. Jahrhunderts einen hohen Prestigewert besaß und deshalb in den oberen sozialen Schichten der Dominikanischen Republik gesprochen wurde.[11]

Da es sich beim Spanischen um eine Nullsubjektsprache handelt, ist der Gebrauch des Pronomens nicht obligatorisch. Im Gegensatz dazu stehen die Nicht-Nullsubjektsprachen, wie zum Beispiel die deutsche oder französische Sprache.
Dem Pronomen ello können unterschiedliche Funktionen zugeordnet werden.
1. ello wird in unpersönlichen Konstruktionen als expletives Pronomen verwendet.
ello llueve (im Vergleich, deutsch: „es regnet“, französisch: „il pleut“)
ello se vende arroz
ello es que no lo sabía
2. ello wird als Affirmationsverstärkung nach Fragen verwendet.
¿Tienes tu cédula al día? - Ello sí señor.
3. Wenn ello nach Fragesätzen allein steht, drückt dies einen Grad der Wahrscheinlichkeit aus, jedoch auch Ungewissheit und Zögern.
¿Quiere bailar? - Ello...
4. Des Weiteren kann ello eine konzessive Bedeutung tragen. Hierbei trägt ello eine einräumende Funktion, stellt also einen Gegengrund zur Aussage dar. Im deutschen kann dies mit „obwohl“ oder „trotz“ übersetzt werden.
Ello, po aquí no se ha sentío na.
- Nahezu regelmäßig in der dominikanischen Umgangssprache zu finden ist die wiederholte Verneinung no am Ende einer Aussage.[13]

Nosotros no vamos no.
- Der Gebrauch überflüssiger Subjektpronomen ist sehr verbreitet in der dominikanischen Varietät, da die 2. Person Singular durch die Elision des /s/ am Wortende nicht eindeutig bestimmbar ist.[3]

statt: Cuando acabes me avisas.
Cuando tú acabe tú me avisa.
In der Umgangssprache werden Subjektpronomen sogar für leblose Nomen verwendet. Dies ist nicht der Fall in anderen spanischen Dialekten.
Cómprela [las piñas]... que ella son bonita.
- Wenn Subjektpronomen in Fragesätzen enthalten sind, wird die Wortstellung S-V-O beibehalten.[13]

¿Qué tú quieres?
- Besonders auf den Zuckerplantagen des Landes, den sogenannten bayetes, ist die altertümliche Anrede su merced noch sehr gängig. Sie drückt den gegenseitigen Respekt zwischen den compadres aus.

- Eine besondere Konstruktion, die verwendet wird, ist die Verbindung von Personalpronomen und Infinitiven.[14]

al tu decirme eso
sin ella saberlo

### Lexik

#### Historischer Hintergrund verschiedener Spracheinflüsse
Das dominikanische Spanisch enthält viele Entlehnungen anderer Sprachen, die teilweise nur in diesem Land gebräuchlich und bekannt sind. Derartige Einflüsse charakterisieren die Varietät und grenzen sie von anderen karibischen Varietäten und dem Standardspanisch ab. Die Ursachen dieser Spracheinflüsse lassen sich anhand der Geschichte der Insel und deren historischer Kontakte nachvollziehen. Mit der Ankunft von Kolumbus im 15. Jahrhundert und der Errichtung erster spanischer Siedlungen an der Nordküste des Landes beginnt die Sprachgeschichte der Dominikanischen Republik. Durch die einheimische Bevölkerung, die sogenannten Arawak/Taíno, wurde das Spanisch der Siedler fortan beeinflusst.
Auch die Gründung der Siedlung Nueva Isabela an der Südküste der dominikanischen Republik ist von Wichtigkeit, da sie die bedeutendste spanische Siedlung und zentrale Anlegestelle dieser Zeit war. Aufgrund des Handels und der Schifffahrt brachte sie viele Sprachen in Kontakt miteinander. Diese Siedlung wurde später in „Santo Domingo“ umbenannt und ist heute die Hauptstadt der Republik. Mit dem 18. Jahrhundert fand ein Wettkampf zwischen England und Frankreich um den westlichen Teil der Insel statt. Die dortige Errichtung einer reichen französischen Kolonie, beeinflusste die Sprache des Landes tiefgreifend.
Auch afrikanische Spracheinflüsse sind, durch den Einsatz von aus Afrika deportierten Sklaven auf den Zuckerplantagen des westlichen französischen Gebiets, nachvollziehbar. 1802 fiel die spanische Kolonie Santo Domingo kurzzeitig in französische Hände, 1805 wurde sie von haitianischen Truppen erobert und 1808/1809 von spanischen Truppen zurückerobert. Von 1822 bis 1844 war sie nochmals unter haitianische Herrschaft.
Die folgenden Jahre sind von Kontrollinstanzen aus Spanien und der USA geprägt, was zur Verbreitung von Anglizismen führte. Des Weiteren entwickelte sich der Tourismus als wichtiger ökonomischer Faktor der Republik, der die Sprache auch in Zukunft stetig beeinflussen wird.

#### Anglizismen/Angloamerikanismen
Bereits während der haitianischen Besitznahme der Republik im 19. Jahrhundert gab es Sklaven, die aus den USA in die Dominikanische Republik gekommen waren und deren englische Muttersprache linguistischen Einfluss ausübte. Vor allem in jüngster Zeit gilt das Englische als wichtigste Spendersprache des Spanischen. Viele lexikalische Entlehnungen gelangen noch immer kontinuierlich in den dominikanisch-spanischen Wortschatz und werden in ihrer Schreibweise und Aussprache nur vereinzelt an das Spanische angepasst.
Beispiele für Entlehnungen mit grafischer und phonetischer Adaption sind:
engl. switch (Schalter) - el suiche
engl. dunking (das Eintauchen/Tunken) - el donqueo
engl. ghetto - el gueto
homerun - el jonrón
Beispiele für Entlehnungen ohne grafische und phonische Adaption sind:
| aus dem Bereich Sport | aus anderen Bereichen |
| --------------------- | --------------------- |
| All-Star              | Serial-killer         |
| center field          | sleeping-bag          |
| Dream Team            | reality-show          |
| comeback              | car-wash              |
| jumper                | teacher               |
| en el left            |                       |

#### Gallizismen
Obwohl das Französische seit Beginn des 18. Jahrhunderts die Sprache der oberen sozialen Schichten prägte, verliert es durch den stetig wachsenden Einfluss des Englischen zunehmend an Bedeutung. Jedoch sind Lehnworte vor allem in den Bereichen Mode, Gastronomie und soziale Beziehungen zu finden.
Beispiele für Entlehnungen mit grafischer und phonetischer Adaption sind:
frz. chicane (Schikane) - chicana
frz. fouet (Peitsche) - foete
Beispiele für Entlehnungen ohne grafische und phonetische Adaption sind:
haute cuisine
gourmet
brochures
petit pois
rendez-vous
morgue
Beispiele für Lehnübersetzungen sind:
le marché aux puces (Flohmarkt) - el mercado de las pulgas
jouer un rôle (eine Rolle spielen) - jugar un role

#### Haitianismen
Auch wenn es noch immer Differenzen und Feindseligkeiten zwischen Haitianern und Dominikanern gibt, so resultieren gerade aus diesen ständigen politischen und sozialen Spannungen kontinuierliche sprachliche Austausche. Keine andere spanische Varietät weist solch eine Vielzahl kreolfranzösischer Lexeme auf, obwohl die Dominikaner dessen Gebrauch stets abwertend gegenübertreten.
Beispiele für haitianische Entlehnungen sind vor allem im Bereich der Lebensmittel und Pflanzen zu finden.
breteles – Hosenträger
galipote – Person, die sich zum Beispiel in ein Tier verwandeln kann (volkstümlicher Glaube)
rotí – Fleisch von gebratenem Rind
petí-pois – Erbsen
petí-salé – amerikanischer Schweinespeck
gató – Zuckerbrot
ragú – Schmorfleisch
fricasé – Pfannengericht
colier – Halskette
marshé – Markt
canotié – Seemann
patuá – haitianischer Dialekt (Kreol)

#### Indigenismen
Das indigene Sprachgut Lateinamerikas ist nur begrenzt im dominikanischen Spanisch wiederzufinden. Die koloniale Ausbeutung Amerikas ab dem 15. Jahrhundert brachte eine rasante Ausrottung der Ureinwohner mit sich, vor allem Krankheiten, Epidemien und miserable Lebensbedingungen waren Ursachen dieser Entwicklung. Die Bevölkerung der einheimischen Arawak/Taíno wurde vollständig vernichtet, wie auch einige andere indigene Gruppen, ihre Sprache hat also im täglichen Sprachgebrauch keinen Einfluss mehr, gelangte aber geringfügig durch die Kolonialisten in das dominikanische Spanisch.
Beispiele von Entlehnungen indigener Sprachen der Antillen sind:
mabí – Name eines Baumes; Getränk, das Rinde dieses Baumes enthält
ciguapa – märchenhafte Frau des Wassers, Meerjungfrau
macuto – Palmenblatt gefüllt mit Tabak, Fleisch und Ähnlichem
yagua – faseriger Stoff aus oberen Teilen des Baumstamms einer Palme
conuquero – vermessenes Stück Land bebaut von Indios
Beispiele von Entlehnungen anderer indigener Sprachen Süd- und Mittelamerikas sind:
concho (Quechua) – verwahrlostes Auto
cancha (Quechua) – Sportplatz
yautía (Maya) – essbare Wurzel einer Pflanze

#### Afrikanismen
Mit dem Import afrikanischer Zwangsarbeiter im 16. Jahrhundert, begann ein Kontakt des Dominikanischen Spanisch mit Afrikanischen Sprachen. Die Sklaven kommunizierten jedoch untereinander meist auf Spanisch, da sie aus verschiedenen Gebieten Afrikas stammten und somit verschiedene Muttersprachen hatten. Aus diesem Grund gibt es nicht viele Lexeme, die sich in der dominikanischen Varietät etabliert haben.
Beispiele afrikanischer Entlehnungen sind:
pangola – Kraut, das von Rindern verzehrt wird
lambí – Meeresweichtier
merengue – Tanz

#### Weitere typisch dominikanische Ausdrücke
capitaleño – Einwohner der Hauptstadt Santo Domingo
listín – Zeitung
bachata – volkstümliches Fest, Tanz, Musikstil
vejigazo – Staatsstreich
busú – Pech, Unglück (aus dem haitianischen Kreolischen)
cocoro/cocolo – Schwarzer, englischsprachiger Einheimischer der östlichen Antillen
fucú – Unglück, böser Geist (aus dem haitianischen Kreolischen)
guandú(l) – kleine grüne erbsenähnliche Hülsenfrucht
mangú – Gericht bestehend aus zerstampften Kochbananen
mangulina – eine Variante der Volksmusik
mañé – haitianisches Kreolisch
mofongo – Gericht bestehend aus Fleisch und zerstampften Kochbananen
mondongo – Gericht aus Kuhdarm, Kutteln
tutumpote – reiches, mächtiges Individuum
bonche - Spaß, Party, Clique
chin / chinchin - ein bisschen / ein kleines bisschen
motoconcho - Motorrad für individuellen Personentransport
guagua - Autobus, Reisecar

## Ansehen des Dominikanischen Spanisch innerhalb und außerhalb des Landes
Es besteht die Ansicht, dass spanische Varietäten umso angesehener sind, je näher sie an die europäische Norm heranreichen. Das Dominikanische Spanisch sei die schlechteste aller Varietäten, da es viele Abweichungen gegenüber dieser Norm gibt und unter anderem aufgrund afrikanischer Spracheinflüsse. Diese Beurteilungen und die daraus resultierende Unsicherheit von Seiten der Dominikaner, verleihen der Varietät ein niedriges Ansehen. Dennoch bleiben die Dominikaner ihrer Varietät selbst dann loyal, wenn sie nicht mehr direkt auf der Insel leben. Ihre Sprache gilt als wichtigstes und unveränderliches Kennzeichen ihrer dominikanischen Identität. Als Symbol einer nationalen und individuellen Identität kann man von einem „covert prestige“ sprechen. Der Begriff kommt aus dem Englischen und bedeutet, dass die dominikanische Varietät zwar kein Prestige bei anderen Spanischsprechern findet, jedoch unter den Dominikanern selbst ein hohes Ansehen hat. Trotzdem gibt es innerhalb des Landes Dialekte, die jeweils einem unterschiedlichen sozialen Status zugeordnet. So nimmt der Dialekt der capitaleño den höchsten Rang in der Dominikanischen Republik ein, der Dialekt in der ländlichen Region des Cibao jedoch den geringsten. Oft wird letzterer aufgrund seiner Aussprache der Liquide am Silbenende in Komödien verwendet. Die Dominikaner versuchen sich ebenfalls von den Haitianern abzugrenzen, da sie auf ihre Hispanität sehr großen Wert legen. Haitianern gegenüber werden deshalb häufig rassistische Äußerungen verwendet.